# I-250
I-250 (MiG-13) – radziecki samolot myśliwski o mieszanym napędzie śmigłowo-odrzutowym, powstały w biurze konstrukcyjnym MiG w połowie lat czterdziestych.

## Historia
Prace nad stworzeniem szybkiego, eksperymentalnego myśliwca o napędzie mieszanym, tłokowo-odrzutowym rozpoczęto w biurze konstrukcyjnym MiG w maju 1944 r. W wyniku prac powstał samolot w dość konwencjonalnym układzie, typowym dla myśliwców z silnikiem tłokowym, z podwoziem klasycznym oraz o nietypowym, mieszanym napędzie. Napęd kombinowany składał się z tłokowego silnika rzędowego WK-107R (będącego przeróbką silnika WK-107A, wykorzystywanego w samolotach Jak-9P oraz w powojennych Jakach-3) oraz silnika odrzutowego typu motorjet WRDK. Silnik tłokowy napędzał śmigło samolotu, ale także służył do napędzania sprężarki silnika odrzutowego. Przyczyną powstania tak niekonwencjonalnego samolotu był początkowy brak doświadczenia konstruktorów radzieckich z napędem odrzutowym, a przede wszystkim brak odpowiednio sprawnych silników turboodrzutowych. Skrót WRDK oznaczał ogólnie „silnik powietrzno-odrzutowy z kompresorem” (wozduszno-rieaktiwnyj dwigatiel s kompressorom). Silnik opracowany został w Centralnym Instytucie Lotniczego Przemysłu Silnikowego (skrót rosyjskiej nazwy: CIAM, ros. ЦИАМ). 
Pierwszy prototyp samolotu, który otrzymał oznaczenie I-250, wzbił się w powietrze 4 kwietnia 1945 r. Podczas prób okazało się, iż samolot rozwija prędkość 825 km/h, znacznie przewyższającą prędkość ówczesnych samolotów tłokowych. Było to zasługą silnika odrzutowego, ponieważ po jego wyłączeniu samolot osiągał prędkość już tylko 677 km/h. Silnik odrzutowy pełnił jednak jedynie funkcję przyspieszacza – można go było włączać jedynie na pewien czas podczas lotu, a łączny czas jego pracy nie przekraczał 10 minut. Podczas kolejnych badań, mających wykazać osiągi samolotu na niewielkich wysokościach, 5 lipca 1945 zdarzył się wypadek na skutek uszkodzenia usterzenia od dużego przeciążenia, który kosztował życie pilota doświadczalnego, Aleksandra Diejewa. Drugi egzemplarz samolotu miał zmienione usterzenie oraz poprawiony mechanizm wciągania kółka ogonowego.
Przez 1945 i 1946 rok trwały dalsze próby samolotu, związane z przezwyciężaniem kolejnych problemów, jednocześnie rozpoczęto budowę pierwszych z zamówionej serii próbnej 50 samolotów. Wersje seryjne różniły się od prototypów kilkoma detalami: zmieniono mianowicie osłonę silnika, inaczej umieszczona została antena radiostacji, dodano także dodatkowe zbiorniki, mieszczące 190 litrów paliwa, przez co samolot miał większą masę, dłuższy rozbieg i dobieg. Wzmocniono też uzbrojenie, montując 3 działka 20 mm zamiast 1 działka i dwóch wkm-ów. 
Z chwilą pojawienia się bardziej zaawansowanych projektów samolotów odrzutowych (MiG-9 oraz Jak-15), I-250 stał się jednak przestarzały i nieperspektywiczny, przy tym wciąż samolot i jego napęd nie były gotowe do bezawaryjnego przejścia prób państwowych. Wykazywano skomplikowaną obsługę, wynikającą z zastosowania dwóch różnych silników, a także fakt, iż był trudny w pilotażu. W obliczu pojawienia się samolotów odrzutowych, na początku 1947 roku lotnictwo wojskowe postanowiło nie kontynuować prac nad I-250, a wyprodukowane samoloty postanowiono przekazać lotnictwu Marynarki Wojennej. Jednakże, z powodu defektów, egzemplarz próbny nie przeszedł prób państwowych prowadzonych przez Marynarkę, które zakończono 3 kwietnia 1948. 
Według starszej literatury, zbudowano 50 egzemplarzy seryjnych samolotu, jednakże jest to liczba zamówionych samolotów, a prawdziwa liczba ukończonych płatowców była niższa; być może ukończono zaledwie 10 samolotów serii doświadczalnej oprócz prototypów, a pozostałe w chwili przerwania projektu były w różnym stanie ukończenia. Starsze źródła również podawały, że samoloty te służyły w jednostkach lotniczych rosyjskiej Floty Bałtyckiej oraz Floty Północnej do 1950 roku, jednakże według nowszych publikacji, brak jest dowodów potwierdzających ich służbę w jednostkach.
Jakkolwiek samolot nie należał do konstrukcji udanych, stanowił w rozwoju myśli lotniczej ZSRR dość znaczący krok. Wypróbowano mianowicie na tej konstrukcji szereg nowatorskich rozwiązań, które znalazły następnie szerokie zastosowanie w późniejszych projektach. Doświadczenie zebrane podczas prac nad I-250 zaowocowało później między innymi ogromnym sukcesem kolejnego samolotu biura konstrukcyjnego Mikojana i Guriewicza, MiG-15.
Konstrukcję analogiczną do I-250 co do ogólnego układu zaprojektowano w biurze Suchoja, nosił on oznaczenie Su-5.

## Problem nazwy
Można spotkać się z trzema różnymi oznaczeniami samolotu. Najbardziej rozpowszechnione, co do którego nie ma żadnych wątpliwości, jest oznaczenie I-250 (ros. И-250), wywodzące się z przedwojennego systemu oznaczeń myśliwców radzieckich literą I (od istriebitiel – myśliwiec). Znane jest także wewnętrzne oznaczenie biura konstrukcyjnego „produkt N” (izdielje N, изделие Н). Jeśli chodzi natomiast o oznaczenia MiG-13, to pojawiają się wątpliwości. Część opracowań podaje, iż oznaczenie to zostało nadane samolotom seryjnym, inne źródła jednak temu zaprzeczają, dowodząc, iż nie zachowały się żadne dokumenty, który mogłyby to potwierdzić. Możliwe, że było to jedynie przewidywane oznaczenie seryjne. W dokumentach określany był natomiast również opisowo, jako „MiG z WK-107R i WRDK CIAM”, lub na inne podobne sposoby.

## Konstrukcja

Rozmieszczenie silników:
silnik rzędowy – kolor żółty
silnik odrzutowy – kolor czerwony

Jednomiejscowy dolnopłat, całkowicie metalowy, w układzie klasycznym, usterzenie klasyczne. Skrzydła dwudźwigarowe z lekkim wzniosem 3,5°, o kształcie zbliżonym do trapezowego. W części przedniej kadłuba silnik tłokowy, pod silnikiem wspólny wlot powietrza do chłodnicy silnika, oleju i do silnika odrzutowego. Kabina pilota przesunięta mocno w tył, chroniona z przodu i tyłu szkłem pancernym grubości 64 mm. Pod kabiną, w kadłubie, kanał doprowadzający powietrze do silnika odrzutowego, umieszczonego w części ogonowej. Regulowana dysza silnika na końcu kadłuba. Podwozie samolotu klasyczne, z chowanym kółkiem ogonowym, golenie główne chowane do skrzydeł. Oba silniki pracowały na wspólnym paliwie, zbiorniki paliwa w zbiorniku za silnikiem tłokowym i w skrzydłach o pojemności 570 l (inne dane: 780 l). 
Napęd: silnik rzędowy WK-105R, napędzał trójłopatowe śmigło ciągnące o średnicy 3,1 m oraz silnik odrzutowy WRDK o ciągu 4,3 kN. Powietrze dla silnika odrzutowego sprężane było sprężarką mechaniczną, umieszczoną w kanale powietrznym i napędzaną silnikiem tłokowym. Łączna przeliczeniowa moc zespołu napędowego – 2560 KM.